# Saurauia villosa
Saurauia villosa là một loài thực vật thuộc họ Actinidiaceae. Nó là loài đặc hữu của Mesoamerica. Nó là loài cây nhỏ được tìm thấy ở các dãy núi và các khu rừng nhiệt đới.